# Chantemerle-lès-Grignan
Chantemerle-lès-Grignan è un comune francese di 231 abitanti situato nel dipartimento della Drôme della regione dell'Alvernia-Rodano-Alpi.

## Società

### Evoluzione demografica
Abitanti censiti